# Gustave Joseph Bouve
Gustave Joseph Bouve CSSp (* 26. Februar 1902 in Lo, Belgien; † 8. September 1989) war ein belgischer Ordensgeistlicher und römisch-katholischer Bischof von Kongolo.

## Leben
Gustave Joseph Bouve trat der Ordensgemeinschaft der Spiritaner bei und empfing am 26. August 1928 das Sakrament der Priesterweihe. 
Am 31. Mai 1950 ernannte ihn Papst Pius XII. zum Titularbischof von Cremna und zum Apostolischen Vikar von Nord-Katanga (später: Kongolo). Der Erzbischof von Mecheln, Jozef-Ernest Kardinal Van Roey, spendete ihm am 24. August desselben Jahres die Bischofsweihe; Mitkonsekratoren waren der Apostolische Vikar von Brazzaville, Paul Joseph Biéchy CSSp, und der Apostolische Vikar von Tshumbe, Joseph Augustin Hagendorens CP.
Gustave Joseph Bouve wurde am 10. November 1959 infolge der Erhebung des Apostolischen Vikariats Kongolo zum Bistum erster Bischof von Kongolo. Am 1. September 1970 nahm Papst Paul VI. das von Bouve vorgebrachte Rücktrittsgesuch an und ernannte ihn zum Titularbischof von Zama Minor. Er verzichtete am 4. März 1971 auf das Titularbistum Zama Minor.
Bischof Bouve nahm an allen vier Sitzungsperioden des Zweiten Vatikanischen Konzils teil. Er beteiligte sich unter anderem an den Debatten über das Schema XIII (De Ecclesia in mundo huius temporis), aus dem die Pastoralkonstitution Gaudium et spes hervorging. Mit Raymond-Marie Tchidimbo, Erzbischof von Conakry, und Joseph Mikararanga Busimba, Bischof von Goma, wies er darauf hin, dass dieses Schema die gesellschaftlichen, wirtschaftlichen und kulturellen Probleme großteils aus einem westlichen Blick wahrnehme und darlege. Er bemängelte, dass die Lebenswirklichkeit der Afrikaner darin kaum vorkomme und dass die afrikanische Welt in jenem Schema infolgedessen „fast vergessen“ sei.